# BR-242
A BR-242 (Rodovia Milton Santos) é uma rodovia transversal brasileira "que atravessa a Chapada Diamantina e o Oeste da Bahia". Desde 18 de março de 2005 que seu nome homenageia o geógrafo Milton Santos.
Ela se estende do estado da Bahia (mais precisamente da localidade de São Roque do Paraguaçu, no município de Maragogipe), passando pelo município de São Filipe e depois pela BR-101 entre os municípios de Conceição do Almeida, Sapeaçu e Castro Alves, cruzando com a BR-116 na localidade de Paraguaçu (no município de Rafael Jambeiro) e com a BR-153 no trecho entre os municípios de Gurupi - TO e Cariri do Tocantins - TO, seguindo até o estado do Mato Grosso (no município de Sorriso). A rodovia ainda possui muitos trechos sem pavimentação ou ainda por construir, principalmente nos estados da Bahia (em seu trecho inicial), do Mato Grosso e do Tocantins. No estado da Bahia, a BR-242 é a principal via de acesso à região ecoturística da Chapada Diamantina. A rodovia passa logo ao lado de um dos principais cartões-postais da Chapada Diamantina, que é o Morro do Pai Inácio. O total de sua extensão é de 2311,7 km e liga cidades relativamente importantes, tais como: Itaberaba - BA, Lençóis - BA (a apenas 11 km da rodovia), Seabra - BA, Barreiras - BA, Luís Eduardo Magalhães - BA, Gurupi - TO e a própria cidade de Sorriso - MT. As principais travessias fluviais da rodovia são: a travessia sobre o Rio São Francisco, em Ibotirama (BA); a travessia sobre o Rio Tocantins, em Peixe (TO); a travessia sobre o Rio Javaés, em Formoso do Araguaia (TO); e a travessia de balsa sobre o Rio Araguaia, em São Félix do Araguaia (MT).
No Estado do Tocantins, a BR-242 atravessa a Ilha do Bananal, num trecho conhecido como Transbananal. Neste trecho, a rodovia se adentra pela Terra Indígena Parque do Araguaia, sendo apenas uma simples estrada em leito natural (sem o revestimento primário ou aterro) que fica completamente intransitável durante o período de chuvas. No entanto, já há um projeto orçado em 650 milhões de reais para pavimentar este trecho da rodovia, localizado entre Formoso do Araguaia (TO) e São Félix do Araguaia (MT).
No trecho entre Querência (MT) e Nova Ubiratã (MT), a rodovia passa logo ao sul da gigantesca Terra Indígena Parque do Xingu, também conhecida como Parque Indígena do Xingu.
No Estado da Bahia, o único trecho sem pavimentação fica localizado entre o município de São Filipe e o distrito de São Roque do Paraguaçu, no município Maragogipe. No município de Luís Eduardo Magalhães, entre o entroncamento com a BA-460 e a divisa com o Tocantins, um trecho de 49 km foi pavimentado em 2017.
Com um novo projeto, as pretensões de ampliar a rodovia estão em discussão. A BR 242 teria o seu percuso novo, ligando Salvador com o seu marco zero no Porto, atravessando a Baía de Todos os Santos, ligando a Ilha de Itaparica em conexão com São Roque do Paraguaçu, município de Maragogipe. Situação precária também encontra-se deste trecho até Luís Eduardo Magalhães, dentro do Centro Industrial da cidade, onde os buracos e a falta de acostamento prejudicam o trajeto de veículos. Sendo que este trecho é o principal meio de locomoção para os caminhões que carregam Soja, Milho e Algodão.
Segundo a Lei 11.103, de 18 de março de 2005, a rodovia BR-242 passou a ser Denominada Rodovia Milton Santos.

## Percurso
A partir do km 0 na localidade de São Roque do Paraguaçu (BA), as cidades localizadas às margens ou próximas à MT-242 são as seguintes:

### Bahia
- São Roque do Paraguaçu (localidade do município de Maragogipe)
- São Filipe
- Conceição do Almeida
  - Acesso a Santo Antônio de Jesus e a Itabuna pela BR-101
- Sapeaçu
  - Acesso a Cruz das Almas e a Feira de Santana pela BR-101
- Castro Alves
- Paraguaçu (localidade do município de Rafael Jambeiro)
  - Acessos a Feira de Santana, Salvador, Aracaju (SE), Vitória da Conquista, Belo Horizonte (MG) e São Paulo (SP) pela BR-116
- Itaberaba
  - Acesso a Ipirá e a Feira de Santana pela BA-233
  - Acesso a Iaçu, Milagres, Santo Antônio de Jesus e Salvador pela BA-046 e pela BA-245
- Ruy Barbosa (a 22 km da rodovia)
- Lajedinho (a 11 km da rodovia)
- Lençóis (a 12 km da rodovia)
- Palmeiras (a 7 km da rodovia)
- Seabra
- Ibotirama
  - Acesso a Bom Jesus da Lapa pela BA-160
  - Travessia sobre o Rio São Francisco
- Cristópolis
- Barreiras
  - Acesso a Riachão das Neves, Formosa do Rio Preto, Teresina (PI) e São Luís (MA) pela BR-135
- Luís Eduardo Magalhães
  - Acesso a Brasília (DF) e a Goiânia (GO) pela BR-020
  - Acesso a Dianópolis (TO), Palmas (TO) e Gurupi (TO) pela BA-460

### Tocantins
- Taguatinga
- Paranã
  - Acesso a Natividade e a Palmas pela BR-010
- Peixe
  - Acesso a São Valério da Natividade, Natividade, Dianópolis e Salvador (BA) pela TO-280
  - Travessia sobre o Rio Tocantins
- Gurupi
  - Acesso a Aliança do Tocantins, Paraíso do Tocantins, Araguaína, Imperatriz (MA) e Belém (PA) pela BR-153 (Rodovia Belém-Brasília)
- Cariri do Tocantins
  - Acesso a Figueirópolis, Goiânia (GO), Anápolis (GO) e Brasília (DF) pela BR-153
- Formoso do Araguaia

### Mato Grosso
- São Félix do Araguaia
  - Travessia sobre o Rio Araguaia
- Alto Boa Vista
- Posto da Mata (localidade)
  - Acesso a Porto Alegre do Norte, Confresa, Vila Rica e Redenção (PA) pela BR-158
- Querência
- Nova Ubiratã
- Sorriso
- De Sorriso a rodovia chega ao município de Ipiranga Do Norte.
- De Ipiranga Do Norte vai a Itanhangá por estrada de terra.
- De Itanhangá passa o Rio Arinos, por balsa, e chega ao Distrito de BRIANORTE, BRIANORTE é Distrito de Nova Maringá, esta estrategicamente localizado na região noroeste do MT, topografia plana e com regime de chuvas bem definidos, tem vocação agrícola e seu desenvolvimento depende ainda de estrutura e apoio governamental.
- De BRIANORTE a rodovia 242 vai a Brasnorte passando pelo rio do Sangue por ponte.
- DE Brasnorte a rodovia 242 da acesso a Campos Novos Dos Parecis ou Juína.
  - Acessos a Cuiabá, Sinop e Santarém (PA) pela BR-163 (Rodovia Cuiabá-Santarém)